# Llinars (Serradell)
Llinars és un indret de camps de conreu, actualment parcialment abandonats, del terme municipal de Conca de Dalt, a l'antic terme de Toralla i Serradell, al Pallars Jussà, en territori que havia estat del poble de Serradell.
Està situat a ponent de Serradell, al nord de la Pista del Bosc i al sud del Camí de Can Llebrer. És al sud-est de lo Seix i de lo Palaut, al nord de la Plantada i al nord-oest de Cantamoixó. La llau del Seix discorre pel costat de ponent de Llinars.